# Accident d'un Boeing 707 iranien en 2019
Ne pas confondre avec le Vol Saha Airlines 171
Le 14 janvier 2019, un avion-cargo de l'armée iranienne transportant de la viande s'écrase sur une zone résidentielle à proximité de la base aérienne de Fath dans la banlieue de Téhéran. Quinze des seize personnes présentes à bord de l'appareil sont tuées lors de l'accident.

## Avion

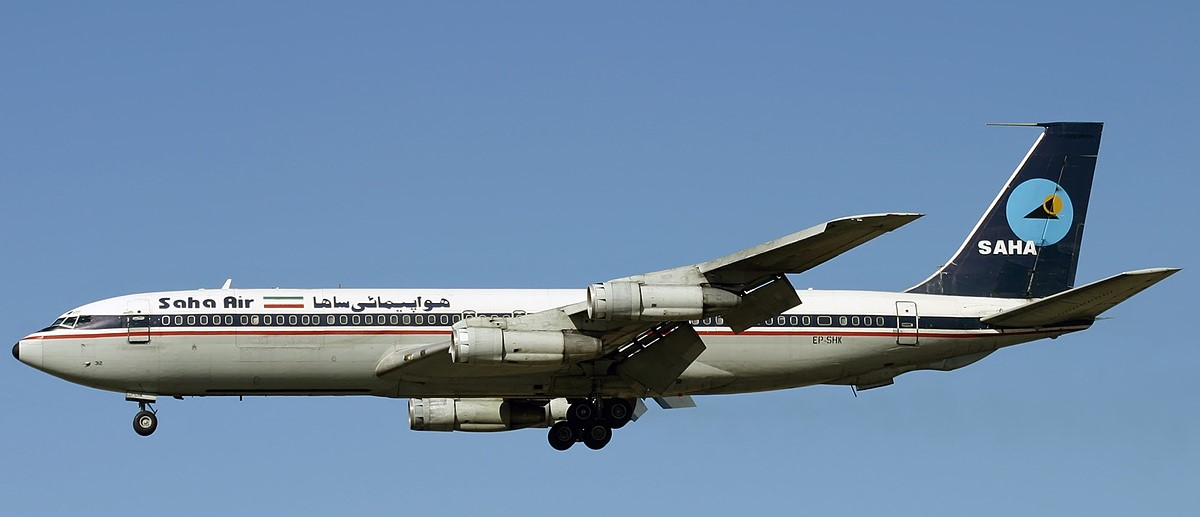
Le 707-3J9C d'Saha Airlines impliqué, sous son ancienne immatriculation (EP-SHK), ici en mars 2009

L'appareil impliqué dans l'accident est un Boeing 707-3J9C, c/n 21128/917, immatriculé EP-CPP,. Il appartenait à l'Armée de l'air de la République islamique d'Iran qui le louait à la Saha Airlines. 
L'aéronef avait plus de 40 ans et avait effectué son premier vol le 19 novembre 1976, le mois de sa livraison à l'Armée de l'air impériale iranienne sous le numéro 5-8312. Par la suite, il fut transféré à la Saha Airlines le 27 février 2000 et ré-enregistré sous l'immatriculation EP-SHK. Lourdement endommagé par une panne moteur non-maîtrisée le 3 août 2009, alors qu'il effectuait un vol entre l'aéroport d'Ahvaz et celui de Mehrabad, il fut contraint d’atterrir en catastrophe à Ahvaz. Ultérieurement réparé, il a été restitué à l'IRIAF en décembre 2015, puis retrouva la Saha Airlines en mai 2016. C'est à cette occasion qu'il prit l'immatriculation EP-CPP.

## Accident
L'appareil effectuait un vol international cargo et acheminait de la viande de l'Aéroport international de Manas à Bichkek au Kirghizistan jusqu'à l'aéroport international Payam (en) à Karaj en Iran. L'avion a procédé à un atterrissage d'urgence à 8 heures 30 (UTC+03:30) au niveau de la base aérienne de Fath,, 10,9 kilomètres au sud-est de son lieu de destination, certaines sources suggérant que l'avion avait atterri là par erreur. 
L’atterrissage d'un Boeing 707 nécessite généralement une longueur de piste supérieure à 2 500 mètres, or, d'après Google Maps, la base aérienne de Fath ne dispose que d'une piste de 1 300 mètres. L'avion est donc sorti de la piste, s'est écrasé sur un mur avant de finir sa course dans une maison du quartier cossu de Farrukhabad (en), une localité du comté de Fardis (fa) dans la province d'Alborz,. Un incendie relatif à l'accident s'est développé juste après. Les premiers rapports font état de seize ou dix-sept personnes à bord (dont une femme), toutes décédées sauf une,. L'unique survivant, l'ingénieur de vol de l'appareil, a été conduit à l'hôpital Shariati (fa) dans un état critique. Aucune victime au sol n'est à déplorer.

## Enquête
Une enquête a été ouverte sur l'accident. Les enregistreurs phoniques ont été retrouvés dans les décombres de l'appareil, de même que les enregistreurs de paramètres et le  système de gestion de vol.

## Passagers et personnel navigant

### Identités des victimes
Les prénoms et noms des victimes (décédées) de l'accident sont les suivants, : 
1. Ghafour Qajavand (commandant de bord)
2. Colonel Mohammad Baqir Nadri (instructeur de vol)
3. Colonel Javad Soleimani (copilote)
4. Colonel Mohammad Abdoli (instructeur de vol)
5. Azirollah Alizadeh (ingénieur navigant aéronautique)
6. Saïd Ghasemi
7. Fereydoun Cheikhi (steward et beau-père du footballeur Kaveh Rezaei)
8. Chaker Ajrlou
9. Maryam Zareïnedjad
10. Ali Afrough
11. Muhammad Reza Taheri
12. Mustafa Mahmoudi
13. Javad Mouradi
14. Hamid Reda Lotfian
15. Daoud Zulfiqari

### Identité du survivant
1. Farshad Mahdavi Nedjad[8] (ingénieur navigant aéronautique)